# بيجو 4002
بيجو 4002 هي سيارة مبتكرة حديثة من صناعة بيجو أنتجت في 2003.